# إدارة انتشار المخابرات
من المعروف أن أجهزة المخابرات لا تصنع السياسة، بل توجه صانعي السياسة. لكن مع تسارع وتيرة العمليات بشكل كبير، قد يقترح محللو المخابرات عدة إجراءات، لكل منها نتائج مترتبة عليها. ما زال يعاني كل من مستقبلي المخابرات ومقدميها من صعوبة إيجاد التوازن اللازم لعملية تدفق المعلومات. يعد الانتشار جزءًا من دورة المخابرات وهو المسؤول عن إيصال المعلومات للمستهلكين، وتشير إدارة انتشار المخابرات إلى تنظيم عملية انتشار المعلومات المخابراتية النهائية.
تتراوح المعلومات المخابراتية بين ما يُعرض بعد جملة «نقطع هذا البرنامج التلفزيوني»، وحتى دراسات مطولة قد يقرؤها أو لا يقرؤها صانعو السياسة. تكون المستندات الكبيرة مشروعة أحيانًا للمتخصصين فقط. توجد دراسات مطولة أخرى تتضمن تنبؤات على المدى الطويل. توضح الأحداث الأخيرة في جميع أنحاء العالم أن كبار صانعي السياسة ببساطة لا يقرؤون الدراسات المطولة، في حين قد يطلع عليها مقدمو الإحاطات.
من حيث المبدأ، المخابرات هي مجرد معلومات، ولا تدعم سياسات معينة. في الممارسة العملية، توجد على الأقل طريقتان متخصصتان يُنظر فيها في آثار البدائل. إحداها تسمى التقييم الصافي أو تحليل ترابط القوى أو التقييم الاستراتيجي، وتخضع لمقارنة قدرات كلا الجانبين، وتحليل الآثار التي قد تنتج عن الإجراءات المختلفة. والأخرى هي استخدام كل من نوعي المعلومات على قدرات أحد الجانبين وأفضل تلك المعلومات على الآخر، وتشغيل ألعاب واقعية أو محاكاة، مع وجود أشخاص يتمتعون بخبرة سياسية عليا، إما يلعبون دور معارضين، أو قد ينفذون دورهم الخاص ضمن موقف افتراضي.

## تحديد المعايير
يجب أن تراعي قرارات الانتشار والاستخدام طبيعة التفاعل بين المزود والمستقبل، والمتطلبات الخاصة بالأمان.

### النماذج
في مجال الخدمات اللوجستية، يوجد نموذجان أساسيان هما:
- الدفع: يبدأ المنتج بعملية التدفق ويستلمها المستهلك.
- السحب: يطلب المستهلك عملية التدفق، أو يبدأ بها ويقوم المزود بإنشائها.

لكن ذكر هذه النماذج كنماذج ثنائية لا يعكس عامل الوقت. عمليًا، توجد طريقة أخرى للتفكير في التدفق وهي فكرة الإنتاج في الوقت المحدد، إذ يبقى الحد الأدنى من الأجزاء في المصنع أو المتجر، مع وجود حلقة مغلقة بين المزوّد والصانع/البائع. يبقي البائعون المنتِجين على اطّلاع بمعدلات التخزين والاستهلاك. يضبط المزوّدون معدل الإنتاج ومزيج المنتجات للحفاظ على خطوط أنابيب لوجستية فعالة ممتلئة لكن دون أن تفيض.
«تفصل العلاقة الصحيحة بين جمع المعلومات المخابراتية وصنع السياسات بشكل كبير بين الوظيفتين.... طلب الكونغرس، وليس الإدارة، مستندات لتقييم المخابرات الوطنية في أكتوبر عام 2002 لبرامج الأسلحة العراقية غير التقليدية، رغم أن عدد قليل من أعضاء الكونغرس قرؤوا تلك المستندات فعليًا. (وفقًا لعدد من معاوني الكونغرس المسؤولين عن حماية المعلومات السرية، لم يتجاوز ستة أعضاء من مجلس الشيوخ فقط وعدد قليل من أعضاء مجلس النواب الملخص التنفيذي المكون من خمس صفحات). بصفتي ضابطًا للمخابرات الوطنية في الشرق الأوسط، كنت مسؤولًا عن تنسيق جميع تقييمات المخابرات المتعلقة بالعراق؛ لم أتلقّ طلبًا من أي من صناع السياسة ضمن الإدارة بشأن أي تقييم من هذا القبيل إلا بعد أن أتمت الحرب عامها الأول». بي. بيلار

## المخابرات الحالية والتحذيرات
على مستوى معين (تحالف، أو بلد، أو تحالف متعدد الجنسيات، أو القيادة العسكرية الرئيسية، أو العمليات التكتيكية)، تقدم مراكز المخابرات الحالية للعملاء وأجهزة المخابرات الأخرى، ما يكافئ جميع مصادر المعلومات من الصحف اليومية ومجلات الأخبار الأسبوعية. غالبًا ما يطّلع كبار الضباط بشكل مباشر على المخابرات الحالية.
يجب أن تهتم أجهزة المخابرات الحالية بالتحذير التكتيكي والاستراتيجي.
الهدف من التحذير التكتيكي هو إبلاغ القادة التنفيذيين بحدث يتطلب إجراءً فوريًا. يعد التحذير من الهجمات تحذيرًا تكتيكيًا، وهو يشير إلى أن الخصم لا يستعد للحرب فحسب، بل سيهاجم قريبًا.
الهدف من التحذير الاستراتيجي هو منع حدوث المفاجآت الكبرى للمسؤولين السياسيين. تتجلى هذه المفاجآت جزئيًا في تغير احتمالية حصول بعض الأحداث المتوقعة، بحيث تكون خطط الطوارئ جاهزة للاستجابة للتحذيرات التكتيكية. إن عملية تحذير صانعي السياسة الوطنية من أن دولة أو تحالف من الدول يعتزمون الحرب، أو أنهم على مسار يزيد بشكل كبير من مخاطر الحرب ويتخذون خطوات للتحضير للحرب، تأتي من:
- الهجمات المعادية لمصالح البلد، والتي قد تأتي من جهات حكومية أو غير حكومية، من خلال الوسائل العسكرية والإرهابية والاقتصادية والمعلوماتية وغيرها.
- انهيار الاستقرار في منطقة أو بلد يعتبر حليفًا مهمًا.
- التغييرات الرئيسية في الاستراتيجيات والممارسات المعادية، خاصة في ما يتعلق بهجمات الإرهاب، أو انتشار أسلحة الدمار الشامل ضد الولايات المتحدة ومصالحها في الخارج من قبل الجهات الحكومية وغير الحكومية عبر الوسائل العسكرية والإرهابية وغيرها.[3]

تنذر مجمل المؤشرات والتحذيرات بوجود تهديد محتمل أو متوقع بدرجة كبيرة من قبل المنظمات المعادية. قد تشير المؤشرات إلى الحاجة للاستعداد، مثل أخذ الإجراءات الوقائية بسرعة غير معتادة، أو نقل الجنود أو الإمدادات إلى نقاط الشحن، إلخ.. تكون التحذيرات عاجلة بشكل أكبر، فقد تتضمن إرسال الوحدات القتالية بالقرب من الحدود الوطنية. قد تتطلب المؤشرات والتحذيرات الإيجابية «تقارير إخبارية» وإحاطات أكثر تحديدًا.
عند اكتشاف المؤشرات والتحذيرات، يمكن للبلدان التي تملك شبكات اتصالات ومخابرات وعمليات حديثة، أن تسخر أدوات التعاون لمساعدة المحللين على تبادل المعلومات. تُتّخذ إجراءات محددة بأولوية عالية ضمن الشبكات المخابراتية والتنفيذية، تتراوح هذه الإجراءات من عبور جماعات قتالية كبيرة للحدود، إلى غارات السفن والطائرات المزودة بأسلحة نووية، إلى الانفجارات الفعلية.